# Sargon I
Sargon I or Sharru-ken regeerde als koning van het oud-Assyrische rijk van ca. 1920 - 1881 v.Chr. Hij komt voor als 35e koning op de Assyrische koningslijst. De naam 'Sargon' betekent 'de koning is legitiem' in Akkadisch Er is van hem bekend dat hij de stad Assur versterkte.
De naam "Sargon I" wordt soms ook gebruikt voor een koning die grotere bekendheid geniet, nl, Sargon van Akkad. De twee moeten niet verward worden. Sargon van Akkad leefde een paar eeuwen eerder en de Assyrische Sargon is mogelijk naar hem vernoemd. Er is niet erg veel over hemzelf bekend, maar in zijn tijd begon wel de economie van Assur en met name de handel tot grotere bloei te komen. Er wordt een vorm van aandeelhouderschap ontwikkeld die naruqqum (kapitaal) verzamelt, waardoor op grotere schaal handel gedreven kan worden en meer ezels met lading het platteland ingestuurd kunnen worden om er hun waar te slijten. Dit blijkt onder andere uit honderden brieven waarin schulden worden vastgelegd met een vervaldatum.